# Zaire nos Jogos Olímpicos de Verão de 1984
Zaire (atualmente chamado República Democrática do Congo) competiu nos Jogos Olímpicos de Verão de 1984 em Los Angeles, Estados Unidos.
Foram 16 anos desde a última vez em que o país foi representado nos Jogos Olímpicos, como Congo Kinshasa nos Jogos Olímpicos de Verão de 1968.

## Resultados por Evento

### Atletismo
5.000m masculino
- Masini Situ-Kumbanga
  - Eliminatória — 15:02.52 (→ não avançou)

Maratona masculina
- Rumbanza Situ — não terminou(→ sem classificação)